# Ранняя Лян
Ранняя Лян (кит. упр. 前凉, пиньинь Qián Liáng) — одно из 16 варварских государств, на которые распался в IV веке Северный Китай. Существовало в 313—376 годах.
Княжество Ранняя Лян образовалось в последние годы существования империи Западная Цзинь, когда племена хуннов овладели Гуаньчжуном и Лояном. Тамошнее китайское население, спасаясь от кочевников, бежало в Лянчжоу (провинция Ганьсу и район Синина в провинции Цинхай). Так как центральная система управления развалилась и повсюду царил полный хаос, местный чиновник, некто Чжан Гуй, решил провозгласить себя правителем Лянчжоу. Столицей нового государства стал город Гуцзан.
В 346 году правнук Чжан Гуя — Чжан Цзюнь, принял титул князя Лян. В истории его княжество стало известно как Ранняя Лян. После его смерти Ранняя Лян существовала ещё около 20 лет, и в 376 году была завоевана царством Ранняя Цинь.

## Императоры Ранней Лян
| Храмовое имя | Посмертное имя                                             | Личное имя                           | Годы правления                     | Девиз правления (年號 niánhào) и годы                                |
| ------------ | ---------------------------------------------------------- | ------------------------------------ | ---------------------------------- | -------------------------------------------------------------------- |
| отсутствует  | Чэн-гун 成公 Chénggōng                                     | Чжан Мао 張茂 Zhāng Mào              | 320—324                            | - Цзяньсин (建興 Jiànxīng) 320—324                                   |
| отсутствует  | Чжун Чэн-гун 忠成公 Zhōngchénggōng                         | Чжан Цзюнь 張駿 Zhāng Jùn            | 324—346                            | - Цзяньсин (建興 Jiànxīng) 324—346                                   |
| отсутствует  | Хуань-гун 桓公 Huángōng                                    | Чжан Чунхуа 張重華 Zhāng Chónghuá    | 346—353                            | - Цзяньсин (建興 Jiànxīng) 346—353                                   |
| отсутствует  | Ай-гун 哀公 Āigōng                                         | Чжан Яолин 張曜靈 Zhāng Yàolíng      | 3 месяца (9-й—12-й месяц) в 353 г. | - Цзяньсин (建興 Jiànxīng) 353                                       |
| отсутствует  | Вэй-ван 威王 Wēiwáng                                       | Чжан Цзо 張祚 Zhāng Zuò              | 353—355                            | - Цзяньсин (建興 Jiànxīng) 353—354 - Хэпин (和平 Hépíng) 354—355     |
| отсутствует  | Цзин Дао-гун 敬悼公 Jìngdàogōng или Чун-гун 沖公 Chōnggōng | Чжан Сюаньцзин 張玄靖 Zhāng Xuánjìng | 355—363                            | - Цзяньсин (建興 Jiànxīng) 355—361 - Шэнпин (升平 Shēngpíng) 361—363 |
| отсутствует  | Дао-гун 悼公 Dàogōng                                       | Чжан Тяньси 張天錫 Zhāng Tiānxí      | 364—376                            | - Шэнпин (升平 Shēngpíng) 364—376                                    |

1. ↑  Тихвинский С.Л., Титаренко М.Л., Деревянко А.П. и др. История Китая с древнейших времен до начала XXI века в деяти томах. Том III. Троецарствие, Цзинь, Южные и Северные династии Суй, Тан (220-907) / Попова И.Ф., Кравцова М.Е.. — М.: Наука, 2014. — 991 с. — ISBN 978-5-02-036565-0.